# Beraeamyia christenseni
Beraeamyia christenseni är en nattsländeart som beskrevs av Malicky 1980. Beraeamyia christenseni ingår i släktet Beraeamyia och familjen sandrörsnattsländor. Inga underarter finns listade i Catalogue of Life.